# Arteaga (Messico)
Arteaga è un comune del Messico, situato nello stato di Coahuila.

## Luoghi di interesse
Il centro di Álamos dal 2012 fa parte del programma Pueblos Mágicos.